# پزشکی پرفشار
پزشکی پرفشار (به انگلیسی: Hyperbaric medicine) یک درمان پزشکی است که بر پایه درمان در فشارهای بالاتر از فشار اتمسفر بنا شده‌است. این درمان شامل اکسیژن درمانی با فشار بیش از حد (HBOT)، استفاده از اکسیژن در فشار بالاتر از فشار اتمسفر، و تسریع درمانی برای بیماری کاهش فشار با هدف کاهش اثرات مضر حباب‌های گاز با کاهش اندازه آن‌ها و فراهم کردن شرایط بهبودی بیمار است.
تجهیزات مورد نیاز برای درمان با اکسیژن پرفشار شامل یک اتاق فشار،که می تواند از جنس سخت یا منعطف باشد،و یک شیوه برای انتقال اکسیژن خالص می باشد.این فرایند از طریق یک برنامه از قبل تعیین شده توسط پرسنل آموزش دیده انجام می شود که بیمار را مانیتور می کنند و در صورت نیاز برنامه را تعدیل می کنند.
NBOT استفاده اولیه در درمان  decompression sickness (بیماری ناشی از کاهش ناگهانی فشار) یافت.همچنین اثرگذاری بالایی در درمان شرایط هایی مانند Gas gangrene (گانگرن گازی) و Carbon monoxide poisoning (مسمومیت با مونوکسید کربن) نشان داده است.آزمایش های اخیر احتمال مفید بودن این روش را برای شرایط  دیگری مانند فلج مغزی (cerebral palsy)و ام اس multiple) sclerosis) بررسی کرده است اما شواهد قابل توجهی به دست نیامده است.
پزشکی غواصی یکی از تخصص‌های پزشکی است که با پزشکی پرفشار تناسب و همراهی دارد. زیرا از فشار خون در یک محفظه پرفشار به عنوان درمانی برای دو مورد از مهم‌ترین بیماری‌های مرتبط با غواصی، بیماری کاهش فشار و آمبولی هوا استفاده می‌شود.
در سال ۱۸۴۳ برای نخستین بار در فرانسه از اکسیژن پرفشار (با فشار معادل ۵ تا ۴ برابر اتمسفر) برای درمان بیماریهای ریوی استفاده شد. هم‌اکنون در بسیاری از کشورها از جمله آمریکا، روسیه، ژاپن، آلمان، چین و… به‌طور گسترده‌ای از پزشکی پرفشار برای درمان بیماری‌های مختلف استفاده می‌شود. در کشورهای توسعه یافته، پزشکی پرفشار و پزشکی غواصی به صورت دوره‌های فلوشیپ و کوتاه‌مدت تکمیلی (چند ماهه) ارایه می‌گردند.

## حوزه
پزشکی پرفشار شامل(hyperbaric oxygen treatment) درمان با اکسیژن پرفشار می شود که به کار بردن اکسیژن در فشارهای بالاتر از فشار اتمسفر برای بالا بردن وجود اکسیژن در بدن می باشد؛همچنین شامل  therapeutic recompression که بالا بردن فشار اتمسفریک بر روی بدن فرد-معمولا غواص-برای درمان decompression sickness (بیماری ناشی از کاهش ناگهانی فشار) و  air embolism ( آمبولی هوا) است.این کار با حدف کردن حباب های شکل گرفته در طول بدن صورت می گیرد.